# Tanvald

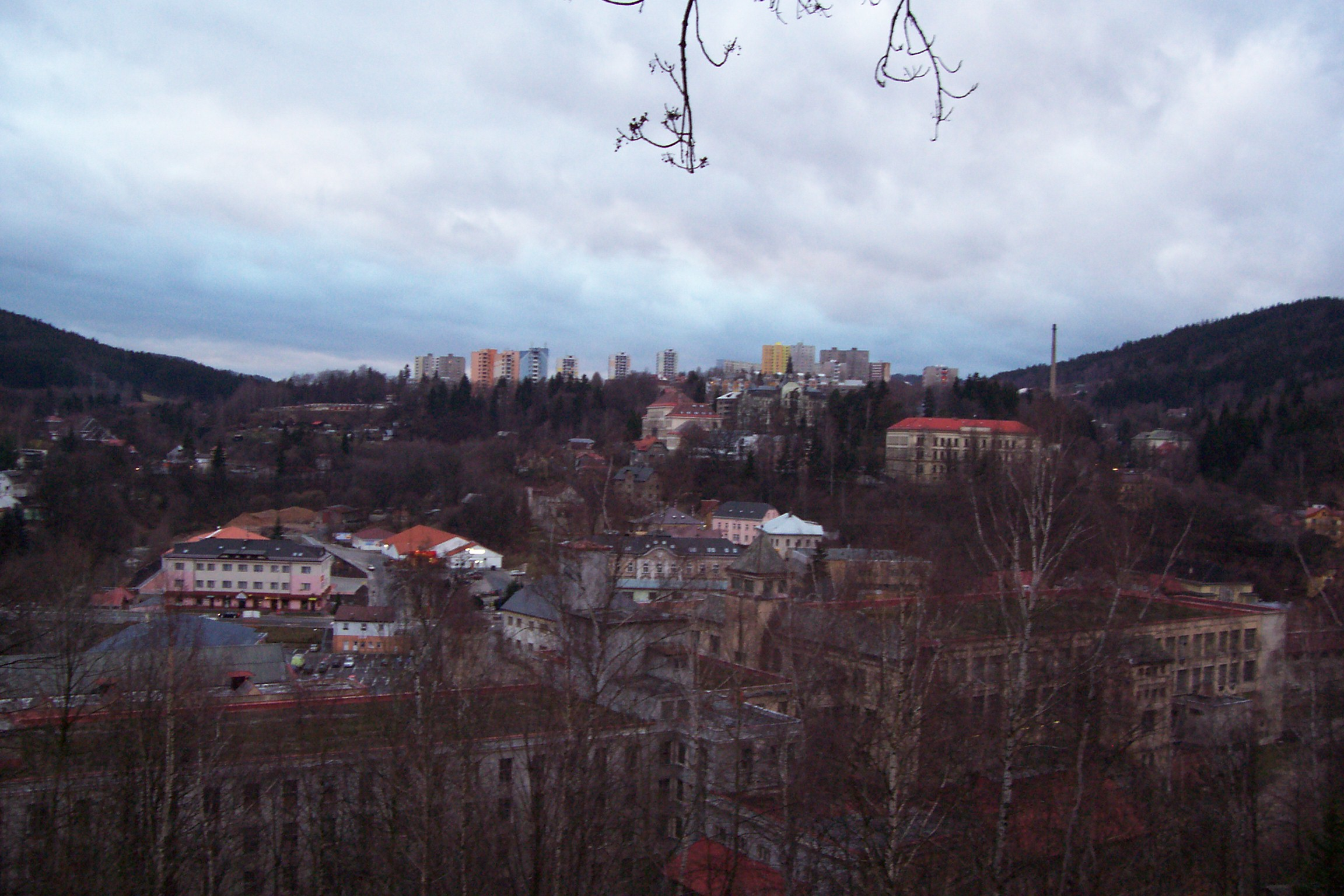
Vista general de Tanvald

Tanvald (en alemán, Tannwald, traducible como "bosque de abetos") es una pequeña ciudad de la República Checa, situada en la zona de los Sudetes, al norte de Bohemia, perteneciente administrativamente a la Región de Liberec y al Distrito de Jablonec nad Nisou. A principios de 2010 contaba con 6792 habitantes y su principal actividad económica era la industria textil y de maquinaria y el turismo de montaña y esquí.

## Geografía

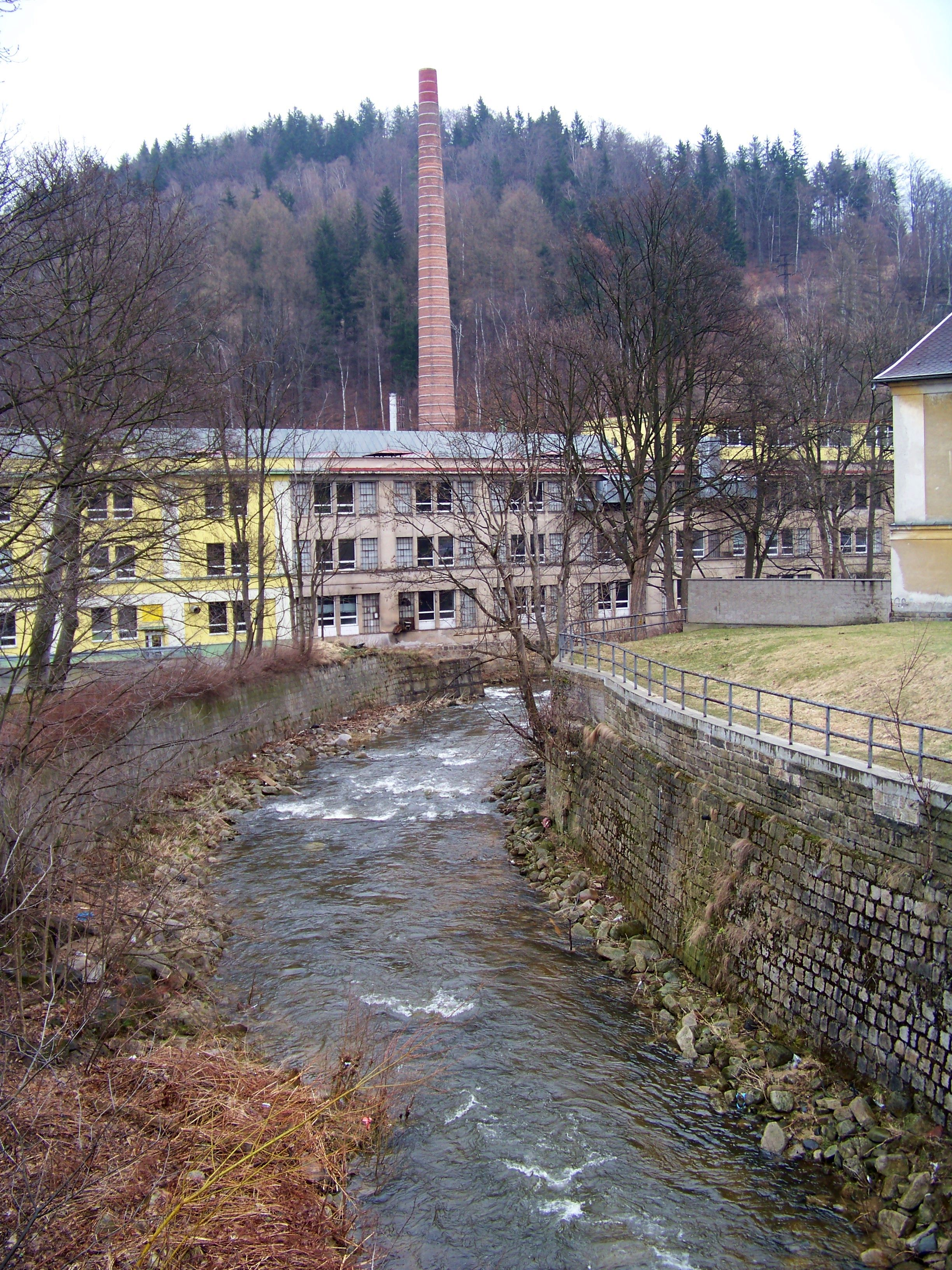
El río Kamenice en Tanvald

Tanvald se sitúa en la confluencia de los ríos Desná y Kamenice, a una altura media de 455 metros, en el límite entre las Montañas Jizera y las Montañas de los Gigantes. 
La ciudad se encuentra a unos 12 km al este de Jablonec nad Nisou, capital del distrito, y a unos 25 km de Liberec, capital regional. Está formada por tres núcleos de población: Tanvald, Ždár y Šumburk nad Desnou.

## Transportes
Tanvald tiene conexión ferroviaria directa con Praga y Dresde y por ella discurre la carretera principal I/10, que forma parte de la ruta europea E 65. 
Un tren de cremallera, utilizado hoy sobre todo por cicloturistas y esquiadores, une la ciudad con la localidad fronteriza de Harrachov. Cuando se construyó en 1902, la línea acababa en la ciudad polaca de Jelenia Góra, pero el tráfico transfronterizo se suprimió en 1945 y no ha llegado a reanudarse después.

## Historia
La primera referencia escrita a Tanvald data de mediados del siglo XVI y la menciona como un asentamiento maderero en la orilla izquierda del río Kamenice, seguramente adscrito a la localidad de Smržovka. Su nacimiento como villa independiente se produjo probablemente a comienzos del siglo XVII. 
A partir del siglo XIX su historia estuvo ligada a la industria del vidrio y al boom de la industria textil y sus vicisitudes posteriores. Entre 1848 y 1868 fue cabecera de un distrito autónomo, pasando entonces a la jurisdicción del nuevo distrito de Jablonec. En 1905 recibió el estatuto de ciudad. 
Las consecuencias de la Primera Guerra Mundial arruinaron la industria textil y la pobreza subsiguiente fue aún peor a raíz del hundimiento de la presa sobre el río Desná Blanco en 1916 y durante la Gran Depresión.
A raíz de la Crisis de los Sudetes, Tanvald fue ocupada por el ejército alemán en 1938. Durante la Segunda Guerra Mundial las fábricas textiles fueron reconvertidas a la producción militar y en 1942 se estableció en su territorio un campo de trabajo para trabajadores forzados extranjeros.
En 1945 la población original de Tanvald, en su gran mayoría de cultura y lengua alemanas, fue forzada a exiliarse y sus viviendas fueron ocupadas con emigrantes procedentes de otros lugares de la República Checa. En esa etapa se desarrolló una industria nacionalizada de maquinaria y componentes electrónicos.
Tras la "Revolución de Terciopelo" de 1989 las industrias de Tanvald fueron privatizadas, con las consiguientes repercusiones en la caída del empleo; pero, sin perder su carácter industrial, el turismo se convirtió en un nuevo motor del desarrollo de la ciudad.